# Blanca I de Navarra

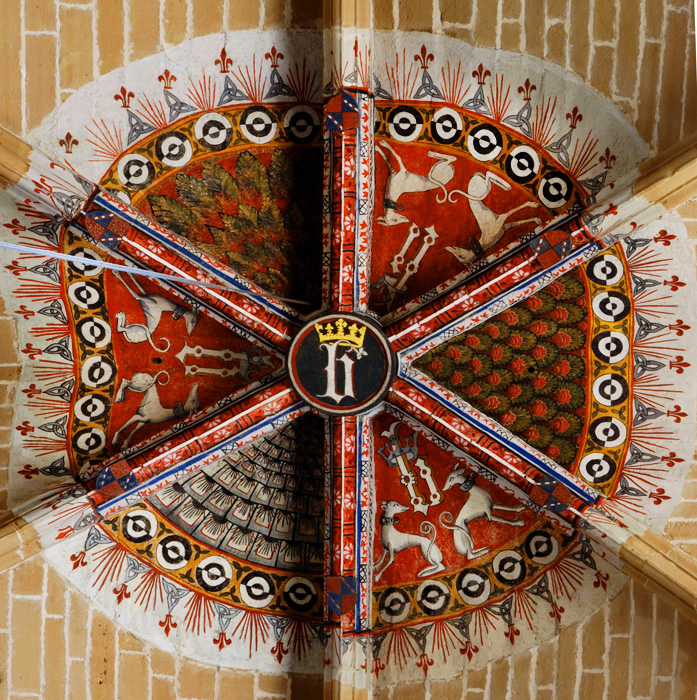
Clave de la Catedral de Pamplona representando el anagrama de Blanca I de Navarra.

Blanca I de Navarra (Reino de Castilla, agosto de 1385-Santa María la Real de Nieva, 1 de abril de 1441), perteneciente a la dinastía de Évreux, fue reina consorte y regente de Sicilia entre 1401-1416, y reina propietaria de Navarra desde 1425 hasta su muerte.
Fue la tercera hija del rey Carlos III de Navarra, apodado el Noble y de su esposa Leonor de Trastámara, hija del rey Enrique II de Castilla.
Según José María Lacarra, en la corte de Olite «vivía recogida en sus devociones, enfermiza, rodeada de médicos que con frecuencia eran moros y judíos a los que contagiaba su piedad». Durante las largas ausencias de su marido don Juan «ella se encierra en una devoción exaltada y mística, multiplicando sus actos de piedad. Funda capellanías, ermitas y cofradías. (…) Especial devoción mostró por la Virgen del Pilar, a donde hizo una peregrinación en 1433...» 

## Biografía

### Nacimiento y primeros años (1385-1402)
Pareciendo claro que fue la tercera en nacer dentro del matrimonio de Carlos III y Leonor de Trastámara, en lo referente al lugar de nacimiento preciso y de la fecha en que ocurrió no existe ningún registro documental claro y directo de cuándo y dónde se produjo este acontecimiento:
- En lo que respecta a las fechas la más temprana (a quo) que se ha apuntado 1379[5] aunque esta fecha presenta complicaciones debido a que la primogénita de la familia, la infanta Juana, nace en Barajas el 9 de noviembre de 1382.[6] Como tardía (ad quem) otra especialista, Ramírez Vaquero, ha llegado a apuntar, con muchas dudas, 1387.[7] Entremedias, hay mayor consenso, especialmente con 1385: Castro Álava, especialista de la época y figura de Carlos III,[8] no duda que naciera en agosto de 1385[b]; más recientemente, Narbona Cárceles, también investigadora de la corte de Carlos III, redunda en ello,[9][6] así como Tanco Lerga.[10] Sin embargo, Ramírez Vaquero ha afirmado, con base en estudios más recientes, que habría nacido el 6 de junio de 1386,[11] aunque sigue dejando abierto el abanico del año natalicio (entre 1385-1387).[12]

- Respecto al lugar que lo hizo parece claro que fue en un lugar indeterminado del Reino de Castilla.[a][7][10][11]

Blanca, parece que no piso suelo navarro hasta noviembre de 1394 o 1395, aunque tampoco hay certeza si lo pudo hacer antes, en 1387, cuando su madre, «acompañada de sus hijas», durante unos meses estuvo en Navarra, tras la muerte de Carlos II en enero de ese año.
En estos primeros años, para 1402, ya han desaparecido sus hermanos varones (Carlos y Luis), mientras que tres hermanas no tardarían en hacerlo: María (1406), Beatriz (1407) y Juana (1413) que era la mayor hasta entonces. Sólo otra hermana más pequeña, Isabel, y ella sobreviven a todos ellos. Pero en el momento de morir la primogénita, Juana, Blanca ya estaba lejos de la corte navarra.
Durante estos años de infancia, la infanta Blanca desarrolla su gusto por la música coincidiendo con la época de esplendor de la Capilla musical de Carlos III, entre 1397 y 1403.

### Reina consorte y regente de Sicilia (1402-1416)
La viudedad de Martín el Joven tras la muerte de María de Sicilia, reina privativa de Sicilia e hija de Federico III de Sicilia y Constanza de Aragón y Navarra, el 25 de mayo de 1401, propició la actividad diplomática de Carlos III de Navarra de la mano del canciller Francés de Villaespesa y Diego Martínez de Baquedano que, desde principios del otoño de 1401, visitan la corte aragonesa de Martín el Humano postulando, favorablemente, la opción navarra para ocupar ese vacío. Tras varios encuentros celebrados en Cortes y Mallén entre los monarcas de Navarra, acompañados de sus cuatro infantas, y Aragón, finalmente el 21 de enero de 1402 se concertó su matrimonio con Martín el Joven, rey de Sicilia y heredero de la Corona de Aragón. El 21 de mayo de ese mismo año, en la ciudad de Catania, se llevó a cabo el matrimonio por poderes, siendo la novia representada por Leonel de Navarra acompañado de su servidor Vivior de Garro y Diego Martínez de Baquedano, merino de Olite. Zarpando el 27 de septiembre, con galeras valencianas y mallorquinas, una flota comandada por el almirante Bernardo IV de Cabrera, desembarca Blanca en Sicilia el 9 de noviembre de ese mismo año acompañada por Augerot de d'Uhart (caballero y chambelán), Juan de Domezáin (que fue maestrehostal del palacio de Carlos III), García Martínez de Peralta (escudero del rey del linaje de los Peralta), Lope de Yárnoz (escudero que iba acompañado de su mujer, María Ruiz de Úriz), Floristán de Mauleón (hijo de Oger de Mauleón y maestrehostol de Blanca), Juan de Dicastillo, Anthonico de Olite (miembro de la capilla de Carlos III), entre varios más de un amplio séquito. En poco más de un mes, el domingo de Pentecostés (26 de diciembre), se celebra la boda en persona, siendo celebrada por Fray Miguel Mari.
Este era el segundo matrimonio para el rey siciliano: su primera esposa había fallecido siendo la reina propietaria. A pesar de ello, Martín el Joven, rey consorte, pudo conservar el trono siciliano. Blanca, como nueva reina de Sicilia, por contra, no venía precedida del poder e influencia de su antecesora. Prueba de ello fueron las amargas quejas de su padre el rey Carlos III tanto por los maltratos y privaciones materiales que sufría su hija en la corte siciliana (incluso llegó a acusar a los sirvientes del rey de provocarle a Blanca un aborto sufrido a los pocos meses de su matrimonio) como también del retraso de los acuerdos matrimoniales. Solo el 17 de julio de 1404 Blanca recibió la asignación correspondiente a su dote, la denominada Camera reginale, consistente en la posesión directa de las ciudades de Paternò, Mineo, Lentini, Francavilla y Vizzini.
En 1405 Martín el Joven abandona temporalmente Sicilia para retornar a Aragón; poco antes, el 22 de octubre de 1404, Blanca es nombrada "vicaria" (regente) del reino por su esposo durante su ausencia. Pese a su juventud, la reina, con la ayuda del Consejo Real, gobernó de hecho y no sólo de nombre. Durante su primera regencia, Blanca tuvo que hacer frente a una conjura en Mesina que no tuvo éxito gracias a la acción conjunta de Joan Cruilles, anterior bailío de la ciudad y al caudal aportado por Tomás de Diana, hermano del prior de la Orden de San Juan de Jerusalén. Con el regreso del rey a Sicilia en agosto de 1405 se da por terminada toda participación de Blanca en el gobierno.

#### Un efímero heredero (1406-1407)
Blanca da a luz a su primer hijo, llamado Martín en honor a su padre y abuelo, el viernes 17 de diciembre de 1406. Heredero del trono de Sicilia desde su nacimiento (su medio-hermano Pedro, hijo de su padre en su primer matrimonio, había fallecido en 1400) y en línea directa de sucesión para el reino de Aragón (como único nieto superviviente de su abuelo, el rey Martín I el Humano), falleció en agosto de 1407 a los ocho meses de nacido.

#### Blanca, vicaria de Sicilia: erupción del Etna (1408-1409)
El 13 de agosto de 1408, Blanca es nuevamente designada vicaria (gobernadora o regente) del reino de Sicilia, cuando su marido parte en una expedición militar al reino de Cerdeña. En las funciones de gobierno, será auxiliada por un Consejo formado por administradores y representantes electivos de las principales ciudades sicilianas, así como por exponentes del poderío catalán en el reino. 
El 3 de octubre el rey zarpa desde la ciudad de Trápani, dejando a Blanca el gobierno del reino. La fatalidad se cierne sobre la isla que sufre el 9 de noviembre de 1408 una erupción del Etna. La noticia la registra Andria di Anfusu, «juez de la cámara regional y poeta» que en su Canto sull’eruzione etnea del 1408, destaca «su actitud ejemplar y firme durante la erupción» y que, como afirma Salvatore Tramontana, «con tono aúlico, delinea la identidad moral de la reina y enumera sus singulares virtudes: piedad, nobleza, magnificencia exquisita, generosidad, justicia, fama, gloria, energía, firmeza.»

#### Fallece el rey de Sicilia, Martín el Joven: continua el vicariato (1409-1410)
Martín el Joven nunca regresaría al morir en Cagliari, el 25 de julio de 1409, víctima de malaria. La muerte de su esposo no interrumpió la regencia de Blanca, pues su marido, en el testamento firmado el mismo día de su muerte, estipulo que ella mantuviera su cargo. El rey Martín I el Humano de Aragón, ahora rey de Sicilia como sucesor de su hijo, sigue sus deseos y confirma a su nuera como vicaria el 7 de agosto de 1409.
Pronto comenzaron nuevos planes matrimoniales para la reina-viuda y vicaria de Sicilia. A fines de 1409, fue realizado en París su formal desposorio con Luis de Baviera-Ingolstadt, hermano de Isabel, reina consorte de Francia. A comienzo del año 1410, el compromiso fue cancelado. En el mismo año de 1410 un nuevo compromiso es arreglado para Blanca, esta vez con Eduardo, hijo y heredero del duque Roberto I de Bar. Es probable que el compromiso fuera también cancelado, aunque es asimismo posible que la boda se frustara debido a la prematura muerte del entonces duque Eduardo I (quien había sucedido a su padre en 1411) en la batalla de Azincourt en 1415.
En la corte navarra, tanto Carlos III como Leonor, conscientes de la situración de su hija sometida a tanta presión matrimonial y gubernativa, deciden asistir a su hija enviando una comitiva de caballeros navarros a tal efecto:

«nuestra la infanta donna Blanca esta en extrano regno et entre gentes estraynias et no ay ninguno que lo console ni que faga a present a su placer et por tal que eilla sea seruida et acompaynada a esta su necesidat de gentes de la nacion como es de razon et entendiendo que mas a menudo seremos certificada de las nuevas e estado de illa»
Carlos III

Uno de los miembros de esta comitiva vuelse a ser el merino de Olite, Diego Martínez de Baquedano que junto a Beltrán de Beira y doce ballesteros se presentan en Palermo en apoyo de Blanca. Más adelante es enviado Juan Maillata, notario de Carlos III y secretario de la reina Leonor. En total, hasta siete miembros del círculo cercano a la corte navarra cruzarán el Mediterráneo en amparo de la hija viuda y vicaria de Sicilia, tanto a nivel espiritual (varios capellanes y confesores) como a nivel gubernativo (abogados, caballeros, etc.)

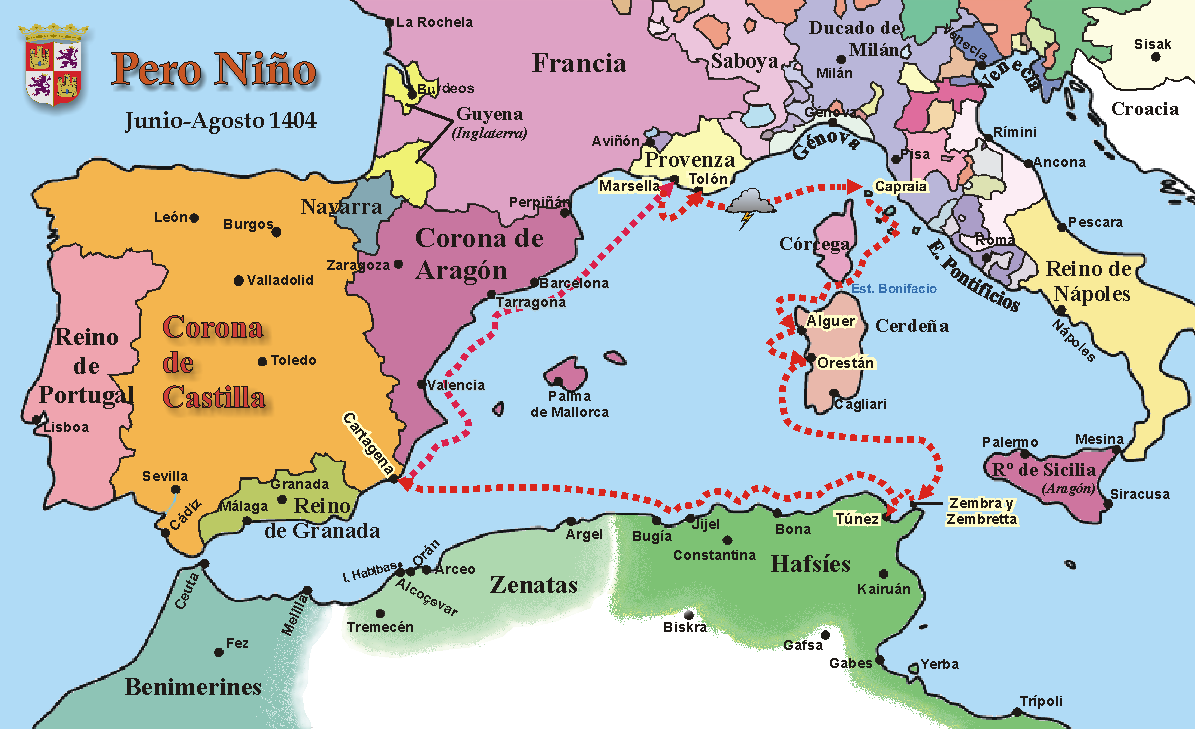
El Mediterráneo occidental entre junio-agosto de 1404

#### Fallece el rey de Aragón, Martín el Humano: disputas por el vicariato (1410-1412)
La muerte de Martín I el Humano (31 de mayo de 1410), y la subsiguiente lucha por la sucesión al trono de Aragón, no perturbaron el vicariato de Blanca en el reino de Sicilia, afianzado por su tacto y prudencia en el gobierno. Los sicilianos llegarían a ver en ella un símbolo de independencia frente al dominio aragonés. Para mantenerla hubo proyectos para casarla con un descendiente del rey Federico III de Sicilia, Nicolás Peralta, así como el intento de rapto por parte de Bernardo de Cabrera, conde de Módica, y las tratativas del rey Juan I de Portugal de unirla en matrimonio con uno de sus hijos, para poder conquistar Sicilia con una expedición naval. Cuando en mayo de 1411 Bernardo de Cabrera fue juzgado como rebelde, la Vicaria declaraba que, pese a los peligros de su persona, jamás llamó en su auxilio a su padre el rey de Navarra o a sus primos, pues esto suponía la injerencia de tropas extranjeras en el reino de Sicilia, cosa que ella quería evitar.

#### Fernando de Antequera rey de Aragón; Blanca, heredera de Navarra (1412-1415)
La elección de Fernando I de Aragón como el nuevo rey de Aragón en el Compromiso de Caspe (28 de junio de 1412), supone el golpe de gracia para la independencia de Sicilia, pues el nuevo monarca aragonés se adjudica, con el apoyo del papa Benedicto XIII, la investidura del reino insular, el 21 de noviembre del mismo año. Unas semanas antes, el 1 de octubre, Fernando I había confirmado a doña Blanca como lugarteniente de Sicilia.
Otro hecho fundamental cambia diametralmente la posición de Blanca: el fallecimiento sin hijos de su hermana mayor la infanta Juana de Navarra, condesa de Foix y heredera del reino (julio de 1413), la deja como la siguiente en la línea sucesoria al trono de Navarra. Este hecho obliga a su padre a pedirle reiteradamente que retorne a su lado.
Finalmente, y tras haber sido sustituida en abril de 1415 como lugarteniente de Sicilia por el segundo hijo del rey, don Juan,que, entonces no lo sabía, se convertiría en su futuro marido, Blanca abandonó para siempre el reino de Sicilia a finales del mes de julio de 1415, donde había vivido y gobernado por casi trece años. Fue escoltada en su retorno a Navarra por mosén Pierres (o Pedro) de Peralta "el Viejo", maestrehostal y consejero de Carlos III, Beltrán de Beira, escudero y condestable de Cherburgo, y Juan de Asiáin y Lacarra, II señor de Lacarra, chambelán de Carlos III y yerno del canciller Villaespesa, designados por las Cortes de Navarra convocadas para tal efecto el 15 de septiembre de 1414 donde provisionan «al rey con cuatro cuarteles para las expensas del regreso de la reina de Sicilia.» Pierres de Peralta, que prestó un notable servicio al rey en Cherburgo (1398) estuvo acompañado por Ramiro de Asiáin. En Barcelona se suman otros miembros de la corte, como Godofre o Lancelot.

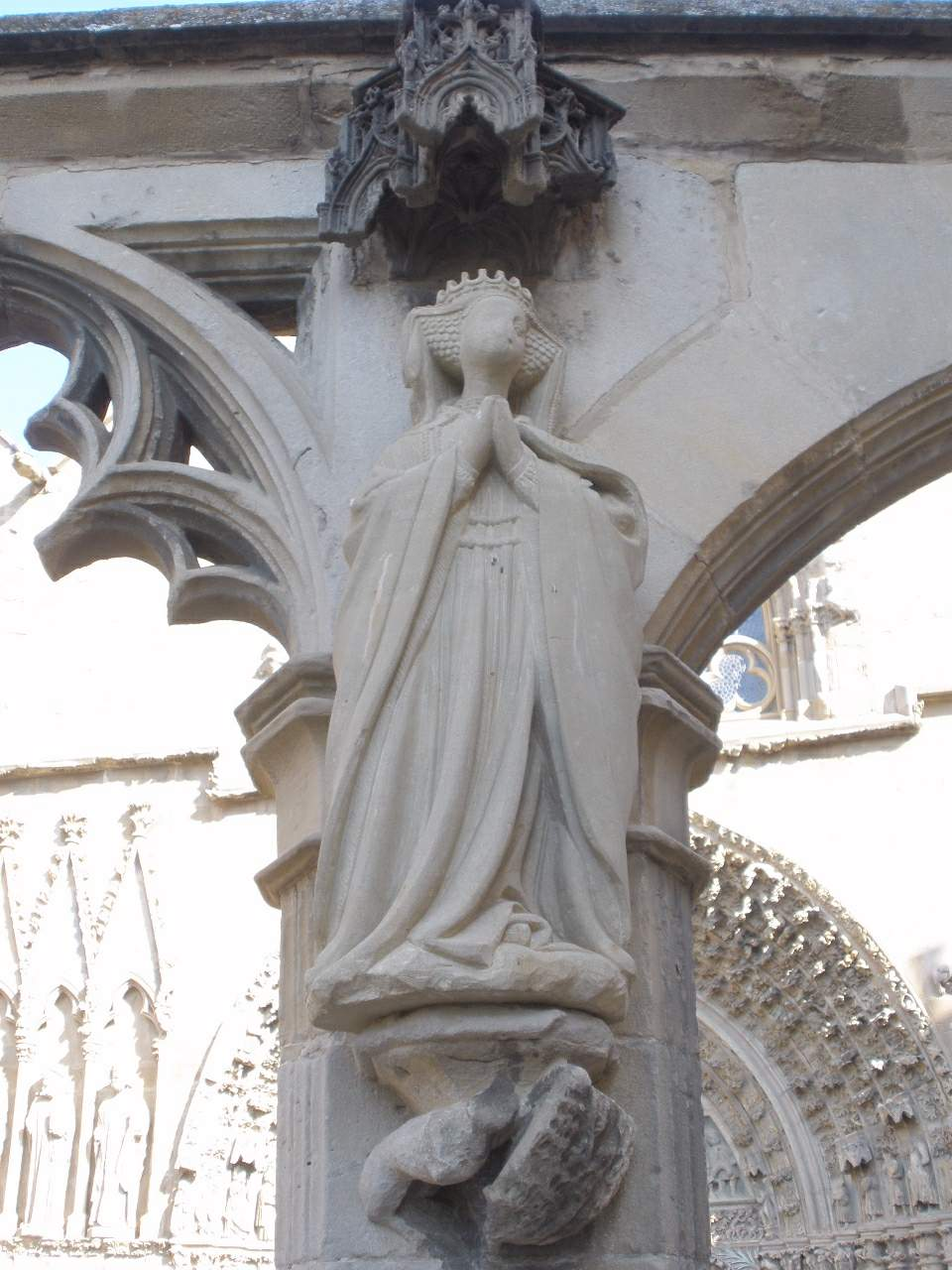
Estatua de Blanca de Navarra en la iglesia de Santa María la Real (Olite).

#### De mito siciliano a heroína delRisorgimentoitaliano
La figura de Blanca de Navarra tras esta etapa vital siciliana genera, según la profesora Laura Sciascia, un auténtico mito y también se la describe como una mujer «guapa, muy guapa: lo había dicho su suegro, que había apostado sus cuatro reinos a esta niña sabia, atractiva y "endreçada", entrenada para reinar.» Así también lo dicen sus súbditos, como el ya mencionado Andria di Anfusu, admirado por esa actitud valiente, ejemplar y firme mostrada durante la erupción del Etna del 9 de noviembre de 1408, que canta las alabanzas hacia la reina, resaltando su belleza y realeza al tiempo que «le atribuye aquellas habilidades taumatúrgicas conferidas por la sacralidad de la Corona.» En la misma línea lo confirma Lorenzo Valla que afirma «que la reina era de una gran y rara belleza» relatando la picante historia del viejo, feo y ambicioso Bernardo de Cabrera que, enamorado de la bella reina, la persigue por todo el reino obligándola a huir de su cama y refugiarse nadando en un barco.
Esta etapa vital de Blanca también será motivo de evocación durante el Risorgimento italiano del siglo XIX por parte del historiador siciliano Giuseppe Beccaria, autor de la obra La regina Bianca in Sicilia (1887) que, además de sacerdote y archivero, se convierte en preceptor de la Casa de Saboya. Para Beccaria, «Blanca de Navarra era arbitrariamente elevada al papel de heroína del Risorgimento italiano, de la independencia política y de la unidad nacional. Pero era también oportunamente indicada como símbolo de amistad y de correspondencia de sentimientos entre Sicilia y Navarra.»

### Infanta de Aragón y heredera de Navarra (1416-1425)

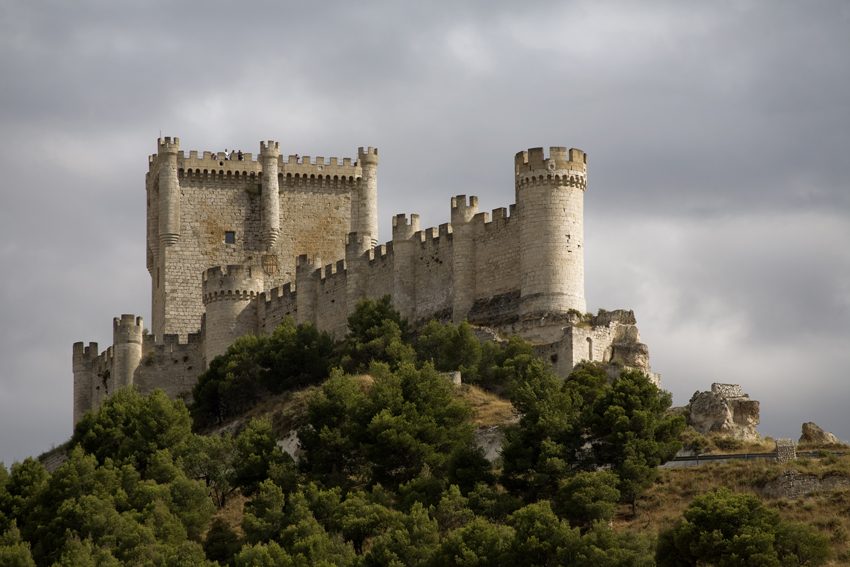
Castillo de Peñafiel, centro del inmenso patrimonio castellano del infante de Aragón, don Juan, donde nació Carlos de Viana, heredero de Blanca de Navarra.

En los primeros días de septiembre regresó a la corte navarra tras quince años, lo que motivó al monarca y padre a celebrar varios días de fiesta (el 7, el 8 y el 9) y a emplear «una gran cantidad de dinero en músicos venecianos para celebrar la llegada de la primogénita Blanca», primogénita para estas fechas tras los fallecimientos de sus hermanas (Juana, María y Beatriz) y hermanos (Carlos y Luis).
Una vez en Navarra, Blanca comienza a solicitar con insistencia a su padre la convocatoria de las Cortes para su proclamación como primogénita del rey. El rey Carlos III se pliega a los deseos de su hija, y el 28 de octubre de 1416 se convocan las Cortes en Olite, donde Blanca es jurada heredera del reino de Navarra.

#### Matrimonio con Juan de Aragón
En 1418 llegaron a buen puerto los tratos del nuevo rey de Aragón Alfonso el Magnánimo con el rey de Navarra Carlos III el Noble —contando con la mediación de la reina viuda de Aragón Leonor de Alburquerque— para casar a Blanca con Juan de Aragón, hermano del rey Alfonso y a quien Blanca había conocido en Sicilia cuando Juan detentaba el cargo de lugarteniente real en la isla. 
A causa de que Blanca y Juan eran primos fue necesaria la dispensa papal, que llega en diciembre de ese año, para que el matrimonio pudiera celebrarse firmándose las capitulaciones matrimoniales el 6 de noviembre de 1419 en Olite. En ellas se estipuló que los derechos a la Corona navarra de doña Blanca pasarían a su muerte al hijo que tuvieran ambos y que si ella fallecía antes que su esposo sin sucesión don Juan debería abandonar Navarra pues «como extranjero» no esperaba «la subcesión e herencia del dicho reyno de Navarra» más que en virtud de los derechos de su mujer. Sin embargo, nada se estipuló sobre qué papel tendría el futuro rey consorte de Navarra en el caso de la muerte de su esposa con hijos mayores de edad, lo que sería fuente de graves controversias en el futuro. Finalmente la boda se celebró el 10 de julio de 1420 en la catedral de Pamplona pero según el cronista Alvar García de Santa María la ceremonia tuvo lugar el 18 de junio.
Para ese entonces, Blanca ya era una viuda madura de treinta y cinco años, mientras que el infante aragonés era apenas un joven de veintidós años. Poco después de la boda, Blanca se traslada con su esposo a sus estados en Peñafiel, un lugar fundamental en las aspiraciones castellanas de Juan de Aragón y centro del gran patrimonio heredado de su padre una vez se convirtió en rey de Aragón. Será aquí donde Blanca tenga su segundo hijo —el primogénito de estas segundas nupcias— Carlos, el 29 de mayo de 1421.

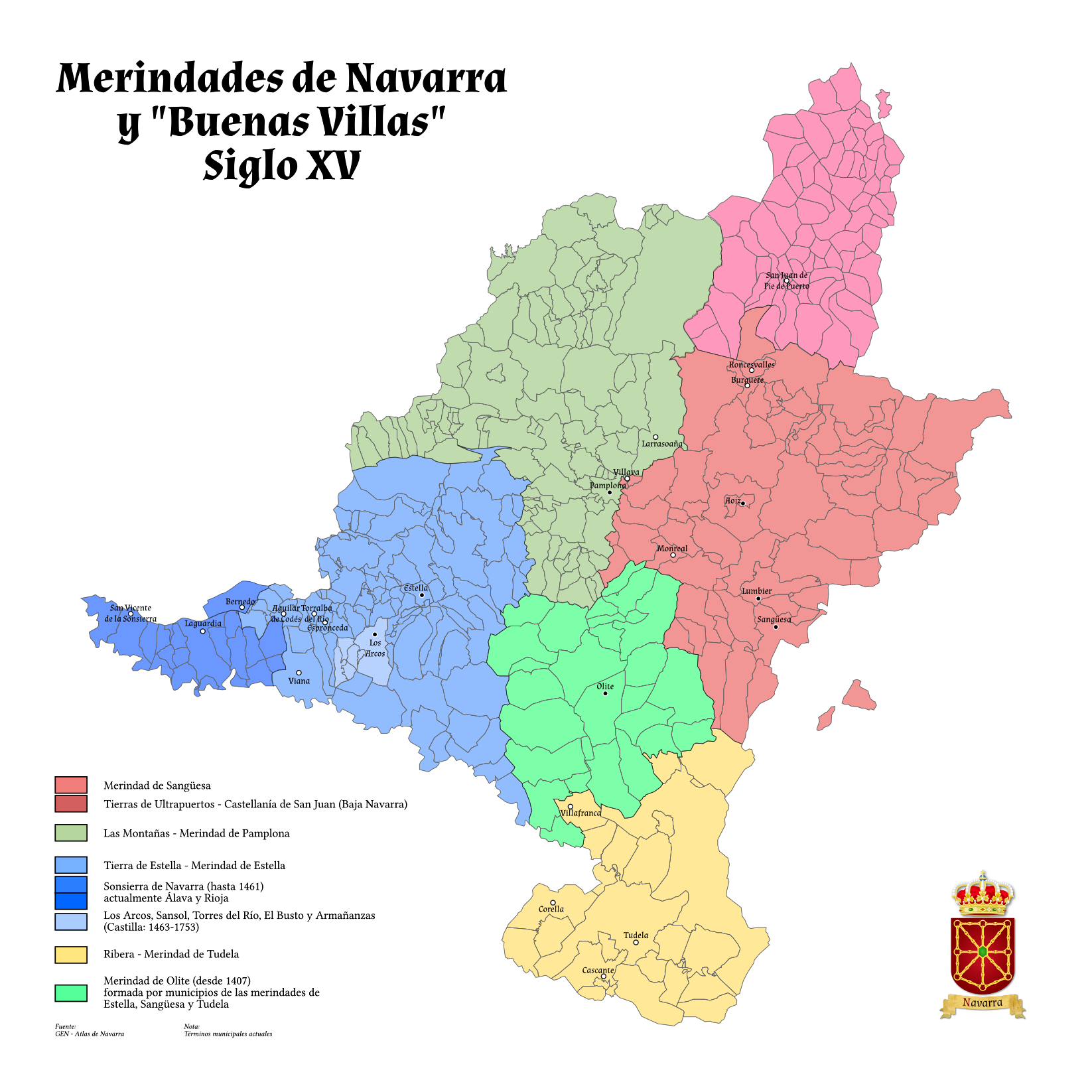
Mapa de la distribución de Navarra por merindades indicando las Buenas villas con derecho asiento en Cortes

#### El principado de Viana
Blanca, su marido e hijo retornan a Navarra en 1422. El 11 de junio «los Tres Estados del reino, reunidos en Olite, lo juraron como rey de Navarra una vez hubiese muerto su abuelo y su madre». En las capitulaciones matrimoniales se había establecido que debía ser enviado antes de cumplir el año a Navarra para ser educado allá:«Sea enviado a Navarra dentro del año en que hubiere nacido… criado en dicho Reyno a las costumbres de la tierra.» El rey Carlos III, buscando imitar a otras casas reinantes, decide instituir el título de príncipe de Viana para su nieto, mediante documento fechado en Tudela el 20 de enero de 1423.
Poco después, en 1423, Blanca daba a luz a su segundo hijo, Juana. El 9 de junio de 1424 nacía en Olite un tercer hijo, Blanca, y el 28 de agosto de aquel año la infanta heredera de Navarra realiza un viaje a Castilla llevando a su hijo Carlos en su compañía hasta Haro.
El 22 de agosto de 1425, fallecía su hija mayor Juana, con apenas dos años de edad, y el 8 de septiembre muere el rey Carlos III en Olite. Blanca se convierte en reina soberana de Navarra. Blanca daba a luz a su último hijo, Leonor, el 2 de febrero de 1426.

### Reina de Navarra (1425-1441)
Blanca hereda un reino que no plantea problemas cuya «maquinaria de la administración y hasta de la justicia está tan bien engrasada, que el reino, cabría decir, se organiza solo.» Blanca, sabedora de la importancia de la dignidad real en las aspiraciones castellanas de su esposo, no tarda, tras la muerte de su padre, en enviar el palio real.

#### Coronación de Blanca y Juan

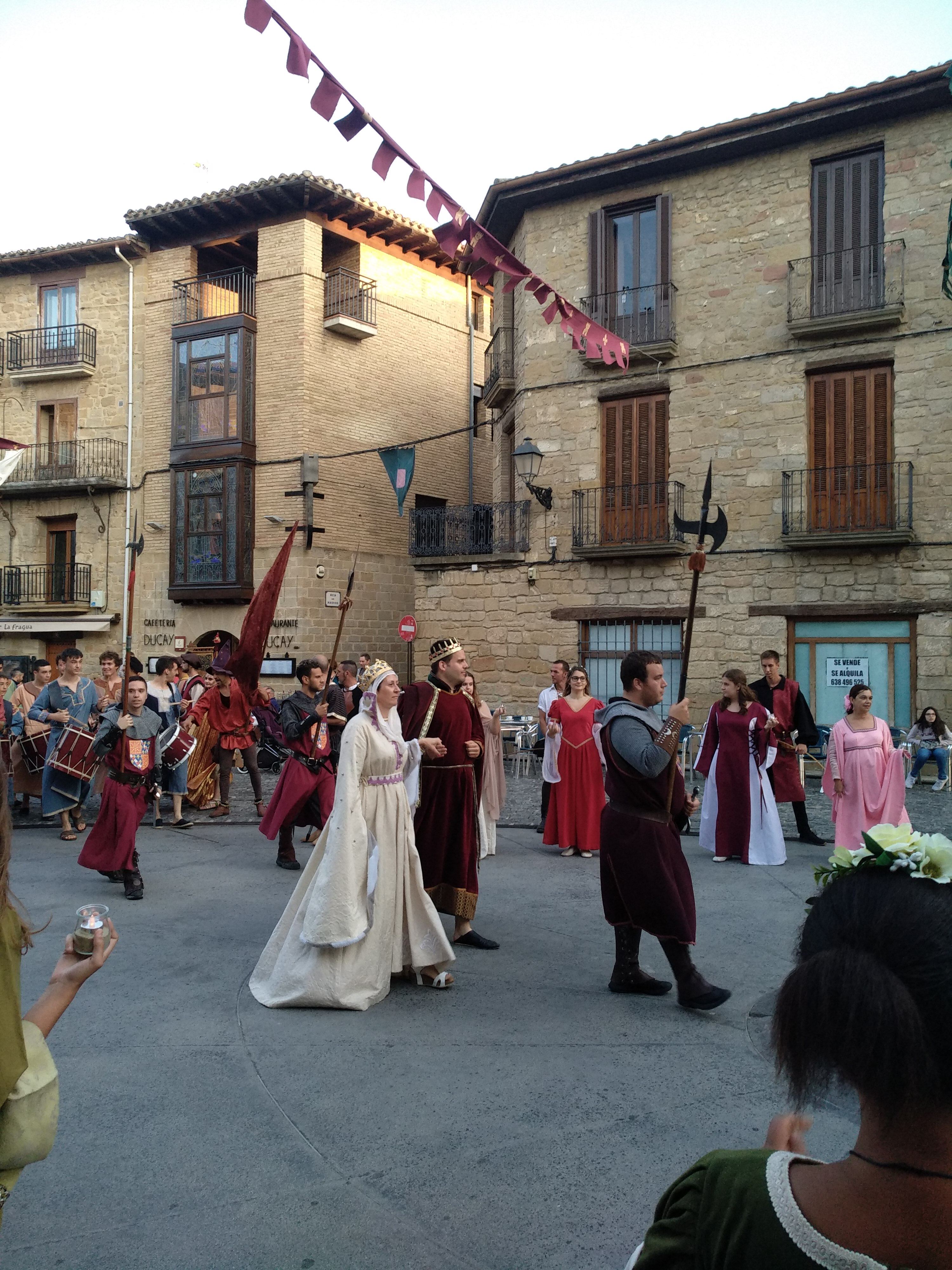
Recreación de la boda del Príncipe de Viana e Inés de Cleves. Fiestas Medievales de Olite - 2019

Los asuntos de su marido en Castilla —su tierra natal donde había heredado un inmenso patrimonio de sus padres—, pospusieron la coronación de ambos. Solo cuando fue expulsado de Castilla definitivamente en 1428, el rey consorte de Navarra retorna al país de su esposa llamado por ésta, aduciendo que la ceremonia se había demorado demasiado.
El 15 de mayo de 1429, domingo de Pentecostés —es decir, cuatro años después de su acceso al trono—, Blanca I fue finalmente coronada reina de Navarra con su esposo Juan II como rey consorte en la Catedral de Pamplona.
En 1434 los reyes de Navarra llegan a un acuerdo matrimonial con Juan de Foix para casar a Leonor, con Gastón de Foix, heredero del condado. Este acuerdo se ratifica en 1436 aunque la boda no se llevaría a cabo hasta 1442.

El 22 de septiembre de 1436 se firmó la Concordia de Toledo que significó la paz entre Navarra y Castilla y en la que se acordó el matrimonio de la infanta Blanca, con doce años, con Enrique, príncipe heredero de Castilla y con 11 años, recuperando Navarra de este modo las villas y castillos perdidos durante la guerra previa (Laguardia, Asa, Tudején, Buradón, Gorriti, Toloño, Toro, Castejón, Araciel y Sartaguda).

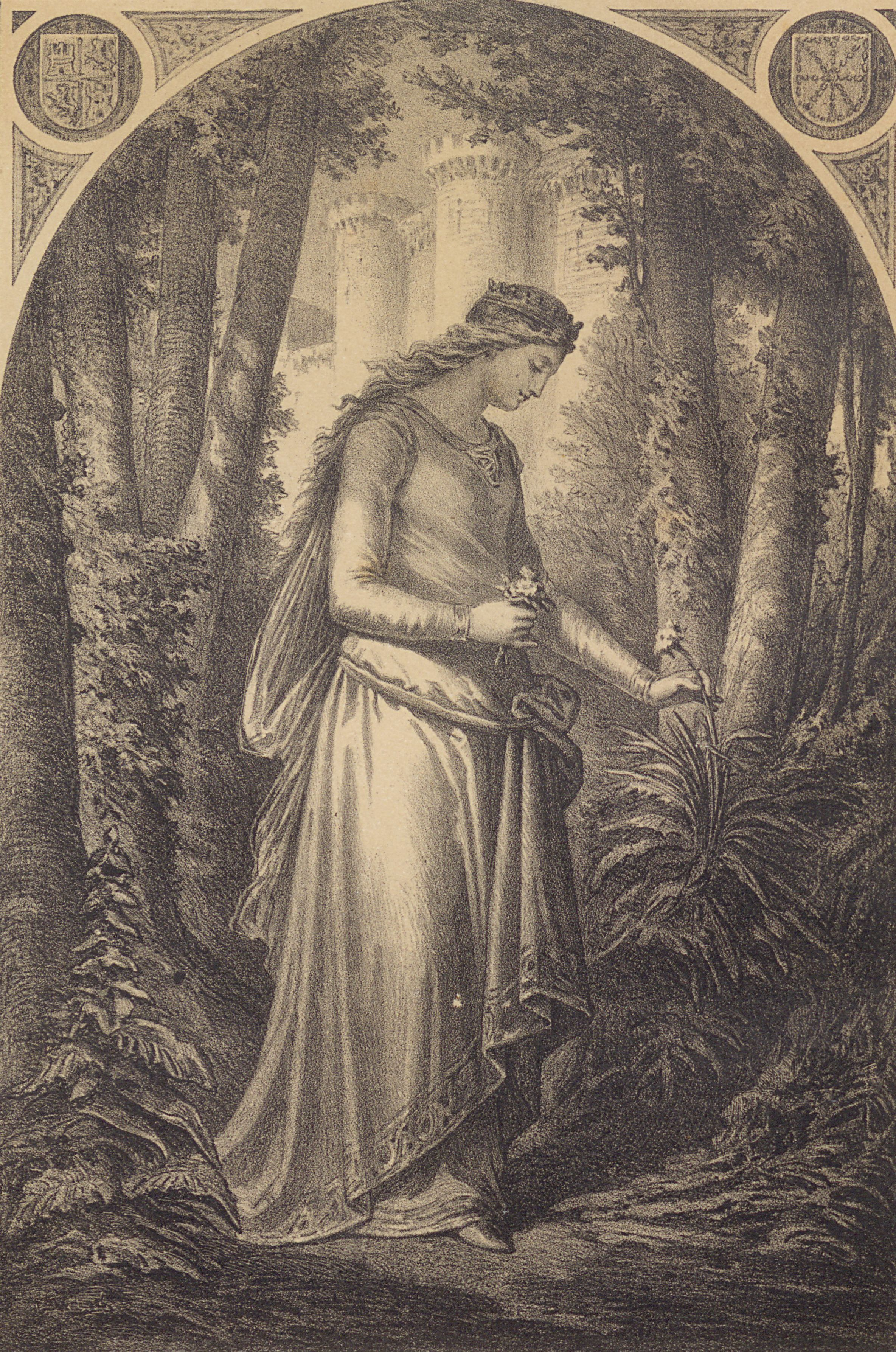
Blanca de Navarra en una litografía del

#### Carlos de Viana e Inés de Cleves
Nacida en Cléveris (Alemania), Inés era la tercera hija de Adolfo I, duque de Cleves y su segunda esposa, María de Borgoña, hermana del duque de Borgoña, Felipe III de Borgoña. A falta de una candidata a la altura de Carlos, heredero de las coronas de Aragón y de Navarra, la elección, llevada a cabo con mucho cuidado, de un miembro del Ducado de Borgoña respondía también al elevado lugar que ocupaba este territorio dentro de Francia, semejante al poder de la propia corona gala. Inés llegará a Bilbao con una colosal escolta de 200 caballeros. El 30 de septiembre de 1439, en la iglesia de Santa María de Olite, se celebraron las bodas de Carlos e Inés.
Después de haber preparado meticulosamente su testamento (1439), la reina Blanca I acompañó a su hija a Castilla para su matrimonio formal con el príncipe Enrique de Castilla, que tuvo lugar en Valladolid, el 16 de septiembre de 1440. Una vez en Castilla, la soberana de Navarra aprovecha para realizar una peregrinación al santuario de Guadalupe, en Extremadura, y para mediar en las constantes disputas de su marido con los nobles castellanos. Esto la lleva a un constante movimiento en el reino castellano, muriendo en Santa María la Real de Nieva (Segovia) el 1 de abril de 1441. Fue sepultada en la capilla mayor de la iglesia-monasterio de Ntra. Sra. de la Soterraña, en contra del deseo expresado en su testamento de ser enterrada en la iglesia de Santa María de Ujué.

#### Sepultura y restos de Blanca I de Navarra

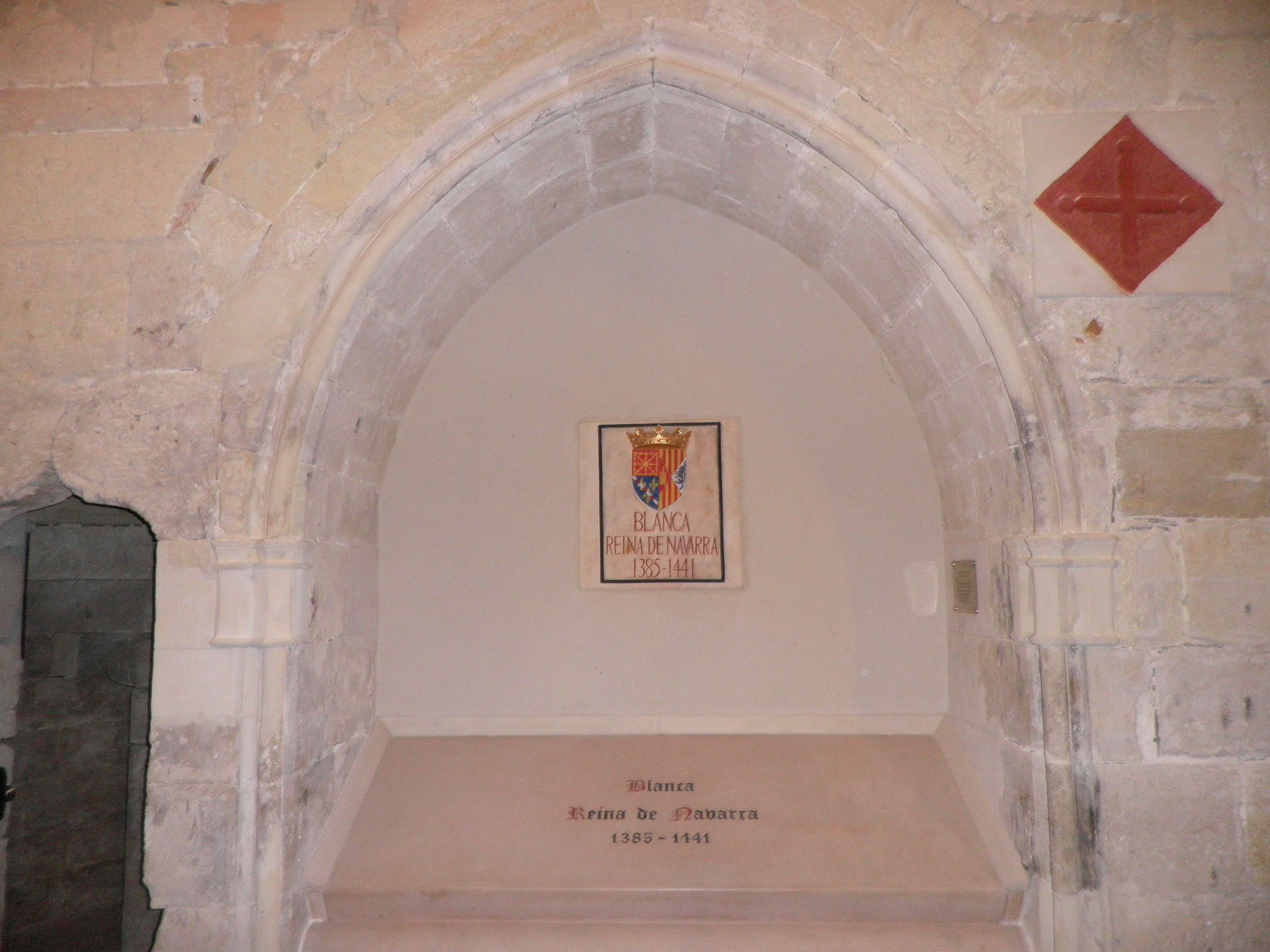
Falsa tumba de Blanca I de Navarra en la iglesia de Sta. Mª la Real de Nieva

En su testamento, expresó su deseo de ser enterrada en la iglesia de Santa María de Ujué, sin embargo esto último no llegó a cumplirse. Quedó enterrada provisionalmente en algún lugar de Santa María la Real de Nieva. Años más tarde, su hija Leonor dispuso que se trasladaran a Nuestra Señora de la Misericordia de Tafalla, pero tampoco se llevó a efecto. El lugar de su enterramiento provisional quedó en el olvido y a día de hoy se desconoce.
Durante unas obras en la iglesia de Santa María la Real de Nieva se hallaron unos restos, que por su aspecto, fueron asignados sin prueba alguna a Blanca I de Navarra, que pasaba por allí cuando murió. Se realizó una tumba en el presbiterio de la iglesia donde se introdujeron estos restos.
Sin embargo, con el objetivo de aclarar la autenticidad de los restos de su hijo, el Príncipe de Viana, se le realizó una prueba de ADN Mitocondrial al príncipe y se contrastó con otra prueba de ADN Mitocondrial realizada a los restos de su madre, supuestamente enterrada en la iglesia de Santa María la Real de Nieva.
Esta prueba fue presentada en Poblet, el 9 de septiembre de 2008. Su resultado demostró que eran falsos los restos del príncipe y por consiguiente los de su madre.
A día de hoy, ni la iglesia ni los gobiernos local y autonómico han corregido lo que desde el principio fue un error.

## El testamento de Blanca I de Navarra: un documento de debate
El testamento de la reina Blanca ha sido objeto de debate y ha suscitado interpretaciones muy diversas. Dada la transcendencia histórica decisiva que tuvo este documento en la etapa final del reino de Navarra, es pertinente, por ello, explicar la situación de las fuentes documentales que han podido servir de base a los distintos autores en sus argumentaciones. Más cuando recientemente ha entrado en el juego de las interpretaciones de estas últimas voluntades una copia del documento hecha tempranamente pero conservada en Francia.

### El documento original y sus copias
En el Archivo Real y General de Navarra (AGN) se conserva el manuscrito original (A), sobre pergamino, fechado el 17 de febrero de 1439. Florencio Idoate, archivero del AGN, la registra en su Catálogo del Archivo General de Navarra en 1966. Además del original, existen otras tres copias (o traslados notariales) realizadas en fechas posteriores también conservadas en AGN: 1579 (C), 1602 (D) y 1713 (E). Todas ellas presentan en el texto espacios en blanco, especialmente las copias D y E, debido a lecturas complicadas del original que en la actualidad presenta problemas de lectura en los mismos espacios; incluso, por el paso del tiempo, actualmente su lectura es aún más complicada en palabras de Idoate.
Sin embargo, la primera copia cronológicamente hablando parece que está realizada antes de 1500 (B) y se conserva en los Archivos departamentales de los Pirineos Atlánticos (ADPA), en Pau. Esta copia, a diferencia de las anteriores, «podía conservar el texto íntegro del original» aunque tampoco es completa. Sin embargo las omisiones de B sí aparecen en C, D y E.

«Et maguer el dicho prinçipe, nuestro muy caro e muy amado fijo, enpues nuestra fin por su herençio e derecho deuido se puede intitular e nombrar rey de Navarra e duch de Nemox, enpero por guardar la honor del dicho sennor rey, su padre, rogamosle caramente que los dichos titulos quiera tomar con la venibolençia e vendiçion del dicho sennor rey, su padre»
Blanca [reina de Navarra]

En el testamento doña Blanca, de acuerdo con los capítulos matrimoniales de su enlace con don Juan, legaba la corona de Navarra a su hijo Carlos de Viana, pero en el mismo la reina introdujo un párrafo que será el objeto de la controversia entre padre e hijo. Según recoge Vicens Vives, en él se decía:

«Y aunque el dicho príncipe, nuestro caro y muy amado hijo, pueda, después de nuestra muerte, por causa de herencia y derecho reconocido, intitularse y nombrarse rey de Navarra y duque de Nemours, no obstante, por guardar el honor debido al señor rey su padre, le rogamos, con la mayor ternura que podemos, de no querer tomar estos títulos sin el consentimiento y la bendición del dicho señor padre».
Vicens Vives, 1957

### Lecturas e interpretaciones historiográficas
Con esta cláusula la reina pretendió asegurar la paz entre su esposo y su hijo, pero, por el contrario, para José María Lacarra, «con su testamento hizo el conflicto inevitable. No vio que Juan II nunca se decidiría a abandonar su título real, ni pensó que llegaría un día en que los mismos navarros forzarían al Príncipe de Viana a reclamar su derecho».
Atendiendo a esta cláusula del testamento de doña Blanca, Juan II no renunció al título de rey de Navarra, aunque concedió la gobernación del reino a su hijo Carlos de Viana en un momento en que aquel estaba envuelto en la guerra civil castellana de 1437-1445. Recientemente, la profesora Ramírez Vaquero, analizando las razones que pudieron mover a la reina en la redacción de este texto rechaza de plano el argumento de que no quisiera decidir por «una cuestión de lealtad conyugal» porque, afirma, «le bastaba con haber permanecido en silencio.» Por contra, considera que «la decisión denota, más bien, un conocimiento muy profundo de la situación; la castellana y la aragonesa, y quizá del papel que pudiera ejercer su propio hijo» sobre todo teniendo muy presente que «Blanca acarreaba a sus espaldas una larga trayectoria de lealtades institucionales, desde los lejanos tiempos de Sicilia, por encima de sus deseos personales. Una visión política a escala peninsular. Alejar del trono a don Juan significaba debilitar a los aragoneses en Castilla y en todos sus proyectos; significaba la pérdida de toda su influencia en esa área. Y eso perjudicaba los intereses de Navarra doblemente: porque perdía posesiones suyas -ya la reina las había reivindicado una vez-, y porque su hijo también era heredero de la Corona de Aragón. El bando aragonés de Castilla tenía que ver con él, eran sus intereses, aunque él nunca supo entenderlo.»
Sin embargo, como ha destacado Jaume Vicens Vives, «el problema constitucional quedó sin resolver, ya que siendo el príncipe de Viana el verdadero monarca propietario del reino, mal podía su autoridad someterse a la de Juan de Aragón». En este sentido es revelador que cuando recibió los poderes de su padre en diciembre de 1441 el príncipe de Viana dejó claro que lo hacía sin menoscabo de sus derechos soberanos a la Corona navarra. Así mientras don Juan siguió ocupado en la guerra castellana la gobernación de Navarra la ejerció el príncipe de Viana sin ninguna intromisión de su padre. La situación cambió cuando terminó la guerra en 1445 con la completa derrota de don Juan y este volvió a Navarra, y, sobre todo, tras la boda de este con Juana Enríquez en 1447, un enlace que los partidarios de Carlos de Viana consideraron dejaba sin efecto cualquier prerrogativa que pudiera detentar en Navarra en virtud del testamento de doña Blanca.
Por otro lado en el testamento se establecía que si Carlos de Viana moría sin hijos o descendientes legítimos la corona de Navarra pasaría a su hija doña Blanca, y si ésta tampoco tuviera hijos, a su otra hija doña Leonor.

## Descendencia
De su primer matrimonio con Martín el Joven:
- Martín (diciembre de 1406-agosto de 1407).

De su segundo matrimonio con Juan II:
- Carlos (1421-1461), príncipe de Viana y heredero titular del trono de Navarra. Casado en 1439 con Inés de Cléveris, hija del duque Adolfo I de Cléveris.
- Juana (1423-1425)
- Blanca (1424-1464), heredera titular del trono navarro a la muerte de Carlos, fue reina consorte de Castilla y León al casarse en 1440 con Enrique IV, rey de Castilla y León; este matrimonio anulado en 1453.
- Leonor I (1426-1479), reina titular de Navarra. Casada en 1442 con Gastón IV de Foix, conde de Foix y vizconde de Bearn.

## Ancestros
| \| \| \| \| \| \| \| \| \| \| \| \| \| \| \| \| \| \| \| \| 16. Luis de Évreux \| \| \| \| \| \| \| \| \| \| \| \| \| \| \| \| \| \| \| \| \| \| \| \| \| \| \| \| \| \| \| \| \| \| \| \| \| \| \| \| \| \| \| \| \| \| \| \| \| \| \| \| \| \| 8. Felipe III de Navarra \| \| \| \| \| \| \| \| \| \| \| \| \| \| \| \| \| \| \| \| \| \| \| \| \| \| \| \| \| \| \| \| \| \| \| \| \| \| \| \| \| \| \| \| \| \| \| \| \| \| \| \| \| \| 17. Margarita de Artois \| \| \| \| \| \| \| \| \| \| \| \| \| \| \| \| \| \| \| \| \| \| \| \| \| \| \| \| \| \| \| \| \| \| \| \| \| \| \| \| \| \| \| \| \| \| \| \| \| \| \| \| \| \| 4. Carlos II de Navarra \| \| \| \| \| \| \| \| \| \| \| \| \| \| \| \| \| \| \| \| \| \| \| \| \| \| \| \| \| \| \| \| \| \| \| \| \| \| \| \| \| \| \| \| \| \| \| \| \| \| \| \| \| \| 18. Luis X de Francia \| \| \| \| \| \| \| \| \| \| \| \| \| \| \| \| \| \| \| \| \| \| \| \| \| \| \| \| \| \| \| \| \| \| \| \| \| \| \| \| \| \| \| \| \| \| \| \| \| \| \| \| \| \| 9. Juana II de Navarra \| \| \| \| \| \| \| \| \| \| \| \| \| \| \| \| \| \| \| \| \| \| \| \| \| \| \| \| \| \| \| \| \| \| \| \| \| \| \| \| \| \| \| \| \| \| \| \| \| \| \| \| \| \| 19. Margarita de Borgoña (1290-1315) \| \| \| \| \| \| \| \| \| \| \| \| \| \| \| \| \| \| \| \| \| \| \| \| \| \| \| \| \| \| \| \| \| \| \| \| \| \| \| \| \| \| \| \| \| \| \| \| \| \| \| \| \| \| 2. Carlos III de Navarra \| \| \| \| \| \| \| \| \| \| \| \| \| \| \| \| \| \| \| \| \| \| \| \| \| \| \| \| \| \| \| \| \| \| \| \| \| \| \| \| \| \| \| \| \| \| \| \| \| \| \| \| \| \| 20. Felipe VI de Francia \| \| \| \| \| \| \| \| \| \| \| \| \| \| \| \| \| \| \| \| \| \| \| \| \| \| \| \| \| \| \| \| \| \| \| \| \| \| \| \| \| \| \| \| \| \| \| \| \| \| \| \| \| \| 10. Juan II de Francia \| \| \| \| \| \| \| \| \| \| \| \| \| \| \| \| \| \| \| \| \| \| \| \| \| \| \| \| \| \| \| \| \| \| \| \| \| \| \| \| \| \| \| \| \| \| \| \| \| \| \| \| \| \| 21. Juana de Borgoña (1293-1349) \| \| \| \| \| \| \| \| \| \| \| \| \| \| \| \| \| \| \| \| \| \| \| \| \| \| \| \| \| \| \| \| \| \| \| \| \| \| \| \| \| \| \| \| \| \| \| \| \| \| \| \| \| \| 5. Juana de Valois, reina de Navarra \| \| \| \| \| \| \| \| \| \| \| \| \| \| \| \| \| \| \| \| \| \| \| \| \| \| \| \| \| \| \| \| \| \| \| \| \| \| \| \| \| \| \| \| \| \| \| \| \| \| \| \| \| \| 22. Juan I de Bohemia \| \| \| \| \| \| \| \| \| \| \| \| \| \| \| \| \| \| \| \| \| \| \| \| \| \| \| \| \| \| \| \| \| \| \| \| \| \| \| \| \| \| \| \| \| \| \| \| \| \| \| \| \| \| 11. Bona de Luxemburgo \| \| \| \| \| \| \| \| \| \| \| \| \| \| \| \| \| \| \| \| \| \| \| \| \| \| \| \| \| \| \| \| \| \| \| \| \| \| \| \| \| \| \| \| \| \| \| \| \| \| \| \| \| \| 23. Isabel I de Bohemia \| \| \| \| \| \| \| \| \| \| \| \| \| \| \| \| \| \| \| \| \| \| \| \| \| \| \| \| \| \| \| \| \| \| \| \| \| \| \| \| \| \| \| \| \| \| \| \| \| \| \| \| \| \| 1. Blanca I de Navarra \| \| \| \| \| \| \| \| \| \| \| \| \| \| \| \| \| \| \| \| \| \| \| \| \| \| \| \| \| \| \| \| \| \| \| \| \| \| \| \| \| \| \| \| \| \| \| \| \| \| \| \| \| \| 24. Fernando IV de Castilla \| \| \| \| \| \| \| \| \| \| \| \| \| \| \| \| \| \| \| \| \| \| \| \| \| \| \| \| \| \| \| \| \| \| \| \| \| \| \| \| \| \| \| \| \| \| \| \| \| \| \| \| \| \| 12. Alfonso XI de Castilla \| \| \| \| \| \| \| \| \| \| \| \| \| \| \| \| \| \| \| \| \| \| \| \| \| \| \| \| \| \| \| \| \| \| \| \| \| \| \| \| \| \| \| \| \| \| \| \| \| \| \| \| \| \| 25. Constanza de Portugal (1290-1313) \| \| \| \| \| \| \| \| \| \| \| \| \| \| \| \| \| \| \| \| \| \| \| \| \| \| \| \| \| \| \| \| \| \| \| \| \| \| \| \| \| \| \| \| \| \| \| \| \| \| \| \| \| \| 6. Enrique II de Castilla \| \| \| \| \| \| \| \| \| \| \| \| \| \| \| \| \| \| \| \| \| \| \| \| \| \| \| \| \| \| \| \| \| \| \| \| \| \| \| \| \| \| \| \| \| \| \| \| \| \| \| \| \| \| 26. Pedro Núñez de Guzmán \| \| \| \| \| \| \| \| \| \| \| \| \| \| \| \| \| \| \| \| \| \| \| \| \| \| \| \| \| \| \| \| \| \| \| \| \| \| \| \| \| \| \| \| \| \| \| \| \| \| \| \| \| \| 13. Leonor de Guzmán \| \| \| \| \| \| \| \| \| \| \| \| \| \| \| \| \| \| \| \| \| \| \| \| \| \| \| \| \| \| \| \| \| \| \| \| \| \| \| \| \| \| \| \| \| \| \| \| \| \| \| \| \| \| 27. Juana Ponce de León \| \| \| \| \| \| \| \| \| \| \| \| \| \| \| \| \| \| \| \| \| \| \| \| \| \| \| \| \| \| \| \| \| \| \| \| \| \| \| \| \| \| \| \| \| \| \| \| \| \| \| \| \| \| 3. Leonor de Trastámara \| \| \| \| \| \| \| \| \| \| \| \| \| \| \| \| \| \| \| \| \| \| \| \| \| \| \| \| \| \| \| \| \| \| \| \| \| \| \| \| \| \| \| \| \| \| \| \| \| \| \| \| \| \| 28. Manuel de Castilla \| \| \| \| \| \| \| \| \| \| \| \| \| \| \| \| \| \| \| \| \| \| \| \| \| \| \| \| \| \| \| \| \| \| \| \| \| \| \| \| \| \| \| \| \| \| \| \| \| \| \| \| \| \| 14. Don Juan Manuel \| \| \| \| \| \| \| \| \| \| \| \| \| \| \| \| \| \| \| \| \| \| \| \| \| \| \| \| \| \| \| \| \| \| \| \| \| \| \| \| \| \| \| \| \| \| \| \| \| \| \| \| \| \| 29. Beatriz de Saboya (señora de Villena) \| \| \| \| \| \| \| \| \| \| \| \| \| \| \| \| \| \| \| \| \| \| \| \| \| \| \| \| \| \| \| \| \| \| \| \| \| \| \| \| \| \| \| \| \| \| \| \| \| \| \| \| \| \| 7. Juana Manuel de Villena \| \| \| \| \| \| \| \| \| \| \| \| \| \| \| \| \| \| \| \| \| \| \| \| \| \| \| \| \| \| \| \| \| \| \| \| \| \| \| \| \| \| \| \| \| \| \| \| \| \| \| \| \| \| 30. Fernando de la Cerda (1275-1322) \| \| \| \| \| \| \| \| \| \| \| \| \| \| \| \| \| \| \| \| \| \| \| \| \| \| \| \| \| \| \| \| \| \| \| \| \| \| \| \| \| \| \| \| \| \| \| \| \| \| \| \| \| \| 15. Blanca Núñez de Lara \| \| \| \| \| \| \| \| \| \| \| \| \| \| \| \| \| \| \| \| \| \| \| \| \| \| \| \| \| \| \| \| \| \| \| \| \| \| \| \| \| \| \| \| \| \| \| \| \| \| \| \| \| \| 31. Juana Núñez de Lara \| \| \| \| \| \| \| \| \| \| \| \| \| \| \| \| \| \| \| \| \| \| \| \| \| \| \| \| \| \| \| \| \| \| \| \| \| \| \| \| \| \| \| \| \| \| \| \| \| \| \| \| |                                           |  |  |  |  |  |  |  |  |  |  |  |  |  |  |  |
| |                                           |  |  |  |  |  |  |  |  |  |  |  |  |  |  |  |
| | 16. Luis de Évreux                        |  |  |  |  |  |  |  |  |  |  |  |  |  |  |  |
| |                                           |  |  |  |  |  |  |  |  |  |  |  |  |  |  |  |
| |                                           |  |  |  |  |  |  |  |  |  |  |  |  |  |  |  |
| | 8. Felipe III de Navarra                  |  |  |  |  |  |  |  |  |  |  |  |  |  |  |  |
| |                                           |  |  |  |  |  |  |  |  |  |  |  |  |  |  |  |
| |                                           |  |  |  |  |  |  |  |  |  |  |  |  |  |  |  |
| | 17. Margarita de Artois                   |  |  |  |  |  |  |  |  |  |  |  |  |  |  |  |
| |                                           |  |  |  |  |  |  |  |  |  |  |  |  |  |  |  |
| |                                           |  |  |  |  |  |  |  |  |  |  |  |  |  |  |  |
| | 4. Carlos II de Navarra                   |  |  |  |  |  |  |  |  |  |  |  |  |  |  |  |
| |                                           |  |  |  |  |  |  |  |  |  |  |  |  |  |  |  |
| |                                           |  |  |  |  |  |  |  |  |  |  |  |  |  |  |  |
| | 18. Luis X de Francia                     |  |  |  |  |  |  |  |  |  |  |  |  |  |  |  |
| |                                           |  |  |  |  |  |  |  |  |  |  |  |  |  |  |  |
| |                                           |  |  |  |  |  |  |  |  |  |  |  |  |  |  |  |
| | 9. Juana II de Navarra                    |  |  |  |  |  |  |  |  |  |  |  |  |  |  |  |
| |                                           |  |  |  |  |  |  |  |  |  |  |  |  |  |  |  |
| |                                           |  |  |  |  |  |  |  |  |  |  |  |  |  |  |  |
| | 19. Margarita de Borgoña (1290-1315)      |  |  |  |  |  |  |  |  |  |  |  |  |  |  |  |
| |                                           |  |  |  |  |  |  |  |  |  |  |  |  |  |  |  |
| |                                           |  |  |  |  |  |  |  |  |  |  |  |  |  |  |  |
| | 2. Carlos III de Navarra                  |  |  |  |  |  |  |  |  |  |  |  |  |  |  |  |
| |                                           |  |  |  |  |  |  |  |  |  |  |  |  |  |  |  |
| |                                           |  |  |  |  |  |  |  |  |  |  |  |  |  |  |  |
| | 20. Felipe VI de Francia                  |  |  |  |  |  |  |  |  |  |  |  |  |  |  |  |
| |                                           |  |  |  |  |  |  |  |  |  |  |  |  |  |  |  |
| |                                           |  |  |  |  |  |  |  |  |  |  |  |  |  |  |  |
| | 10. Juan II de Francia                    |  |  |  |  |  |  |  |  |  |  |  |  |  |  |  |
| |                                           |  |  |  |  |  |  |  |  |  |  |  |  |  |  |  |
| |                                           |  |  |  |  |  |  |  |  |  |  |  |  |  |  |  |
| | 21. Juana de Borgoña (1293-1349)          |  |  |  |  |  |  |  |  |  |  |  |  |  |  |  |
| |                                           |  |  |  |  |  |  |  |  |  |  |  |  |  |  |  |
| |                                           |  |  |  |  |  |  |  |  |  |  |  |  |  |  |  |
| | 5. Juana de Valois, reina de Navarra      |  |  |  |  |  |  |  |  |  |  |  |  |  |  |  |
| |                                           |  |  |  |  |  |  |  |  |  |  |  |  |  |  |  |
| |                                           |  |  |  |  |  |  |  |  |  |  |  |  |  |  |  |
| | 22. Juan I de Bohemia                     |  |  |  |  |  |  |  |  |  |  |  |  |  |  |  |
| |                                           |  |  |  |  |  |  |  |  |  |  |  |  |  |  |  |
| |                                           |  |  |  |  |  |  |  |  |  |  |  |  |  |  |  |
| | 11. Bona de Luxemburgo                    |  |  |  |  |  |  |  |  |  |  |  |  |  |  |  |
| |                                           |  |  |  |  |  |  |  |  |  |  |  |  |  |  |  |
| |                                           |  |  |  |  |  |  |  |  |  |  |  |  |  |  |  |
| | 23. Isabel I de Bohemia                   |  |  |  |  |  |  |  |  |  |  |  |  |  |  |  |
| |                                           |  |  |  |  |  |  |  |  |  |  |  |  |  |  |  |
| |                                           |  |  |  |  |  |  |  |  |  |  |  |  |  |  |  |
| | 1. Blanca I de Navarra                    |  |  |  |  |  |  |  |  |  |  |  |  |  |  |  |
| |                                           |  |  |  |  |  |  |  |  |  |  |  |  |  |  |  |
| |                                           |  |  |  |  |  |  |  |  |  |  |  |  |  |  |  |
| | 24. Fernando IV de Castilla               |  |  |  |  |  |  |  |  |  |  |  |  |  |  |  |
| |                                           |  |  |  |  |  |  |  |  |  |  |  |  |  |  |  |
| |                                           |  |  |  |  |  |  |  |  |  |  |  |  |  |  |  |
| | 12. Alfonso XI de Castilla                |  |  |  |  |  |  |  |  |  |  |  |  |  |  |  |
| |                                           |  |  |  |  |  |  |  |  |  |  |  |  |  |  |  |
| |                                           |  |  |  |  |  |  |  |  |  |  |  |  |  |  |  |
| | 25. Constanza de Portugal (1290-1313)     |  |  |  |  |  |  |  |  |  |  |  |  |  |  |  |
| |                                           |  |  |  |  |  |  |  |  |  |  |  |  |  |  |  |
| |                                           |  |  |  |  |  |  |  |  |  |  |  |  |  |  |  |
| | 6. Enrique II de Castilla                 |  |  |  |  |  |  |  |  |  |  |  |  |  |  |  |
| |                                           |  |  |  |  |  |  |  |  |  |  |  |  |  |  |  |
| |                                           |  |  |  |  |  |  |  |  |  |  |  |  |  |  |  |
| | 26. Pedro Núñez de Guzmán                 |  |  |  |  |  |  |  |  |  |  |  |  |  |  |  |
| |                                           |  |  |  |  |  |  |  |  |  |  |  |  |  |  |  |
| |                                           |  |  |  |  |  |  |  |  |  |  |  |  |  |  |  |
| | 13. Leonor de Guzmán                      |  |  |  |  |  |  |  |  |  |  |  |  |  |  |  |
| |                                           |  |  |  |  |  |  |  |  |  |  |  |  |  |  |  |
| |                                           |  |  |  |  |  |  |  |  |  |  |  |  |  |  |  |
| | 27. Juana Ponce de León                   |  |  |  |  |  |  |  |  |  |  |  |  |  |  |  |
| |                                           |  |  |  |  |  |  |  |  |  |  |  |  |  |  |  |
| |                                           |  |  |  |  |  |  |  |  |  |  |  |  |  |  |  |
| | 3. Leonor de Trastámara                   |  |  |  |  |  |  |  |  |  |  |  |  |  |  |  |
| |                                           |  |  |  |  |  |  |  |  |  |  |  |  |  |  |  |
| |                                           |  |  |  |  |  |  |  |  |  |  |  |  |  |  |  |
| | 28. Manuel de Castilla                    |  |  |  |  |  |  |  |  |  |  |  |  |  |  |  |
| |                                           |  |  |  |  |  |  |  |  |  |  |  |  |  |  |  |
| |                                           |  |  |  |  |  |  |  |  |  |  |  |  |  |  |  |
| | 14. Don Juan Manuel                       |  |  |  |  |  |  |  |  |  |  |  |  |  |  |  |
| |                                           |  |  |  |  |  |  |  |  |  |  |  |  |  |  |  |
| |                                           |  |  |  |  |  |  |  |  |  |  |  |  |  |  |  |
| | 29. Beatriz de Saboya (señora de Villena) |  |  |  |  |  |  |  |  |  |  |  |  |  |  |  |
| |                                           |  |  |  |  |  |  |  |  |  |  |  |  |  |  |  |
| |                                           |  |  |  |  |  |  |  |  |  |  |  |  |  |  |  |
| | 7. Juana Manuel de Villena                |  |  |  |  |  |  |  |  |  |  |  |  |  |  |  |
| |                                           |  |  |  |  |  |  |  |  |  |  |  |  |  |  |  |
| |                                           |  |  |  |  |  |  |  |  |  |  |  |  |  |  |  |
| | 30. Fernando de la Cerda (1275-1322)      |  |  |  |  |  |  |  |  |  |  |  |  |  |  |  |
| |                                           |  |  |  |  |  |  |  |  |  |  |  |  |  |  |  |
| |                                           |  |  |  |  |  |  |  |  |  |  |  |  |  |  |  |
| | 15. Blanca Núñez de Lara                  |  |  |  |  |  |  |  |  |  |  |  |  |  |  |  |
| |                                           |  |  |  |  |  |  |  |  |  |  |  |  |  |  |  |
| |                                           |  |  |  |  |  |  |  |  |  |  |  |  |  |  |  |
| | 31. Juana Núñez de Lara                   |  |  |  |  |  |  |  |  |  |  |  |  |  |  |  |
| |                                           |  |  |  |  |  |  |  |  |  |  |  |  |  |  |  |
| |                                           |  |  |  |  |  |  |  |  |  |  |  |  |  |  |  |